# ベンゼン-1,2-ジオキシゲナーゼ
ベンゼン-1,2-ジオキシゲナーゼ（benzene 1,2-dioxygenase）は、次の化学反応を触媒する酸化還元酵素である。
ベンゼン + NADH + H+ + O2 {\displaystyle \rightleftharpoons } cis-シクロヘキサ-3,5-ジエン-1,2-ジオール + NAD+
反応式の通り、この酵素の基質はベンゼンとNADHとH+とO2、生成物はcis-シクロヘキサ-3,5-ジエン-1,2-ジオールとNAD+である。補因子としてFADと鉄、硫黄、鉄硫黄を用いる。
組織名はbenzene,NADH:oxygen oxidoreductase (1,2-hydroxylating)で、別名にbenzene hydroxylase、benzene dioxygenaseがある。